# スルボ
スルボ（イタリア語: Surbo）は、イタリア共和国プッリャ州レッチェ県にある、人口約1万5000人の基礎自治体（コムーネ）。

## 地理

### 位置・広がり

#### 隣接コムーネ
隣接するコムーネは以下の通り。
- レッチェ